# Гошен (Юта)
Гошен (англ. Goshen) — місто (англ. town) в США, в окрузі Юта штату Юта. Населення — 978 осіб (2020).

## Географія
Гошен розташований за координатами 39°57′4″ пн. ш. 111°54′3″ зх. д. / 39.95111° пн. ш. 111.90083° зх. д. (39.951241, -111.900730).  За даними Бюро перепису населення США в 2010 році місто мало площу 2,10 км², уся площа — суходіл.

## Демографія
Згідно з переписом 2010 року, у місті мешкала 921 особа в 285 домогосподарствах у складі 225 родин. Густота населення становила 438 осіб/км².  Було 313 помешкання (149/км²).
Расовий склад населення:
| - 86,3 % — білих - 0,5 % — корінних американців - 0,5 % — чорних або афроамериканців - 11,2 % — осіб інших рас |

До двох чи більше рас належало 1,4 %. Частка іспаномовних становила 13,4 % від усіх жителів.
За віковим діапазоном населення розподілялося таким чином: 36,0 % — особи молодші 18 років, 55,0 % — особи у віці 18—64 років, 9,0 % — особи у віці 65 років та старші. Медіана віку мешканця становила 31,1 року. На 100 осіб жіночої статі у місті припадало 103,8 чоловіків;  на 100 жінок у віці від 18 років та старших — 97,0 чоловіків також старших 18 років.
Середній дохід на одне домашнє господарство  становив 59 626 доларів США (медіана — 56 125), а середній дохід на одну сім'ю — 63 413 долари (медіана — 63 333). За межею бідності перебувало 10,0 % осіб, у тому числі 12,1 % дітей у віці до 18 років та 0,0 % осіб у віці 65 років та старших.
Цивільне працевлаштоване населення становило 370 осіб. Основні галузі зайнятості: освіта, охорона здоров'я та соціальна допомога — 24,9 %, виробництво — 14,3 %, сільське господарство, лісництво, риболовля — 14,1 %.